# Steinheim an der Murr
Steinheim an der Murr ist eine Stadt im Landkreis Ludwigsburg in Baden-Württemberg. Sie gehört zur Region Stuttgart (bis 1992 Region Mittlerer Neckar) und zur europäischen Metropolregion Stuttgart.
Steinheim ist Fundort des Homo steinheimensis, der mit einem geschätzten Alter von etwa 300.000 Jahren der drittälteste Fund aus der Frühgeschichte der Menschheit in Europa ist.

## Geographie

### Geographische Lage

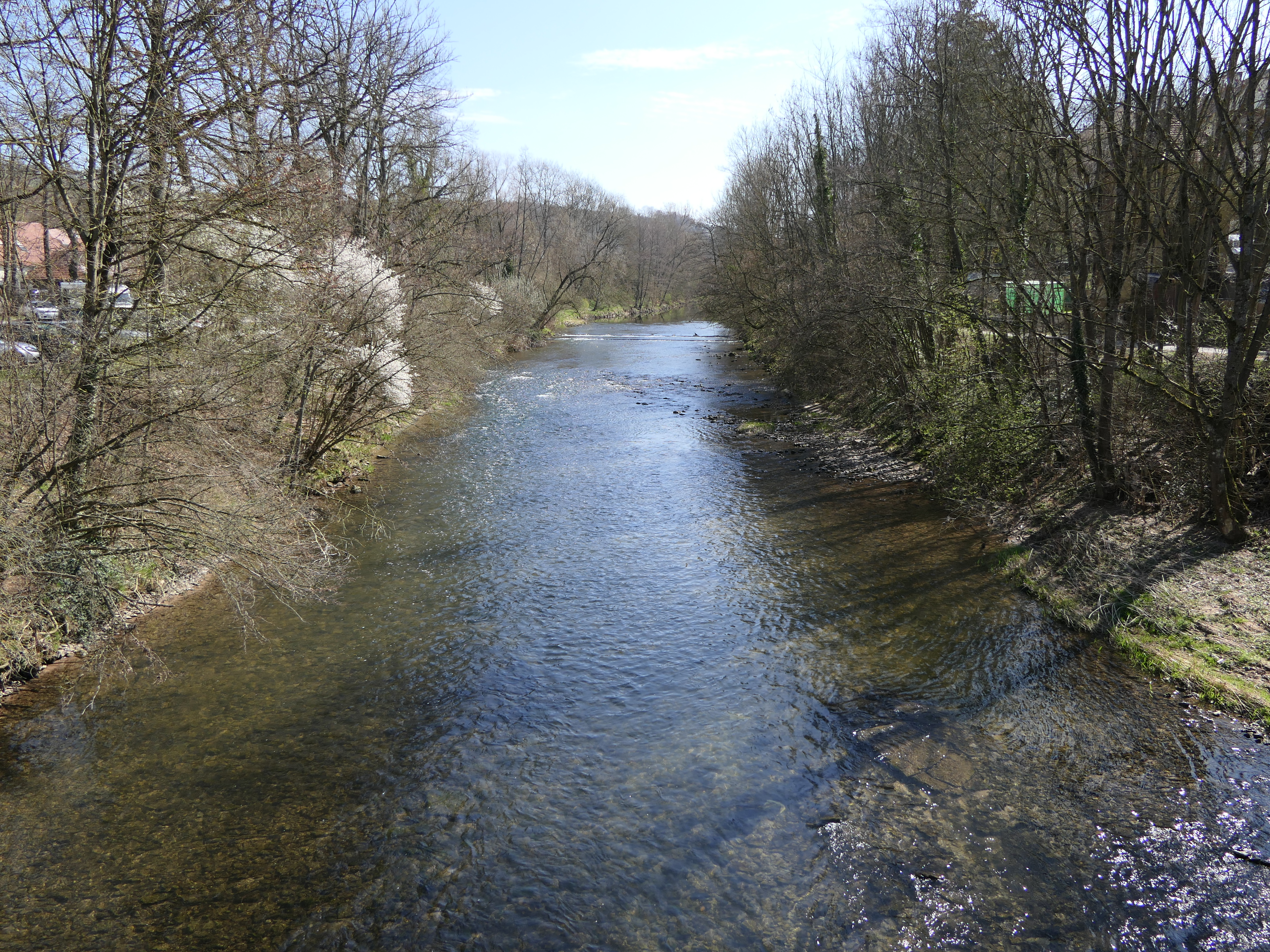
Die Murr bei Steinheim

Steinheim liegt am Unterlauf der Murr im Nordosten des Landkreises Ludwigsburg und hat Anteil an den Naturräumen Neckarbecken und Schwäbisch-Fränkische Waldberge. Die Bottwar durchfließt den Ort und mündet ein wenig westlich des Ortszentrums in die Murr. Das Stadtgebiet erstreckt sich von 187,8 m ü. NHN ganz im Westen am Beutenmühlebach kurz vor dem Zufluss in den Neckar bis 393,4 m ü. NHN auf dem Grießberg im Nordosten der Gemarkung.

### Stadtgliederung
Steinheim an der Murr besteht aus den Stadtteilen Höpfigheim, Kleinbottwar und Steinheim. Die räumlichen Grenzen der Stadtteile sind identisch mit denen der ehemaligen Gemeinden gleichen Namens. Die offizielle Benennung der Stadtteile erfolgt durch vorangestellten Namen der Stadt und durch Bindestriche verbunden nachgestellt der Name der Stadtteile. Die Stadtteile bilden zugleich Wohnbezirke im Sinne der baden-württembergischen Gemeindeordnung und in den Stadtteilen Höpfigheim und Kleinbottwar sind Ortschaften im Sinne der baden-württembergischen Gemeindeordnung mit eigenem Ortschaftsrat und Ortsvorsteher als dessen Vorsitzender eingerichtet. Zum Stadtteil Höpfigheim gehören das Dorf Höpfigheim (drei Kilometer nordwestlich von Steinheim an der Murr) sowie die abgegangene Ortschaft Spießhof. Zum Stadtteil Kleinbottwar gehören das Dorf Kleinbottwar (zwei Kilometer nördlich von Steinheim an der Murr an der Bottwar gelegen), der Weiler Forsthof und Schloss und Gehöft Schaubeck. Zum Stadtteil Steinheim gehören das Dorf Steinheim an der Murr, das Gehöft Buchhof, die Weiler Lehrhof und Vorderbirkenhof, sowie die abgegangenen Ortschaften Hornungshof und Sigebotsbůch.

### Nachbargemeinden
Wichtigste Nachbarorte sind Großbottwar im Norden, Murr (unmittelbar westlich angrenzend) und Rielingshausen (Stadtteil von Marbach am Neckar) im Osten. Ebenfalls im Osten begrenzt der Hardtwald das Stadtgebiet.

### Flächenaufteilung
Nach Daten des Statistischen Landesamtes, Stand 2014.

## Geschichte

### Frühe Geschichte
Das Gebiet Steinheims war bereits in der Römerzeit besiedelt (90–260 n. Chr.), wovon Ausgrabungen eines römischen Bades und mehrerer Ziegelbrennöfen zeugen. Um ca. 500 n. Chr. wurde durch die Merowinger ein Steinheimer Ortsadel eingesetzt, die Herren von Steinheim. So entstand in der Folgezeit ein fränkisches Dorf. Die Herren von Steinheim besaßen auf dem heutigen Burgberg eine Wehrburg und Warte, die ca. 800 n. Chr. erbaut wurde. Vermutlich 1250 wurde sie vollständig zerstört.

Seine erste Erwähnung findet das im Murrgau gelegene Steinheim im Lorscher Codex, datiert 13. September 832. Im 12. Jahrhundert errichteten die Markgrafen von Baden auf den Überresten des römischen Bades einen Herrenhof. In 1254 gründeten der Ritter Berthold von Blankenstein und seine Gattin Elisabeth von Blankenstein (geborene Elisabeth von Steinheim) das Kloster Mariental und stifteten diesem u. a. die Steinheimer Pfarrkirche.
Bei der Genehmigung der Klostergründung durch Papst Innozenz IV. fällt auf, dass am selben Datum, den 4. April 1251, der Papst ebenfalls die Ehe der Klosterstifter genehmigte. Aus diesem Grund geht man davon aus, dass die Ehegenehmigung durch die Klostergründung unterstützt wurde.
Das Kloster lag im früheren badischen Herrenhof und entwickelte sich zu einem einflussreichen Frauenkloster der Dominikanerinnen, das u. a. auch Ländereien in Esslingen am Neckar erwarb und ab 1271 die Ortsherrschaft innehatte. Der Stadtname lautete seinerzeit noch „Steinen“.
Im 14. Jahrhundert entwickelte sich der Ort Steinheim weiter und es mussten erhebliche finanzielle Mittel zum Aufbau von Stadtmauern und Gräben aufgebracht werden. Um dies zu ermöglichen, erließ Kaiser Karl IV. den Steinheimern bis auf Weiteres die Abgaben, um mit dem so zur Verfügung stehenden Geld die Bauwerke errichten zu können.

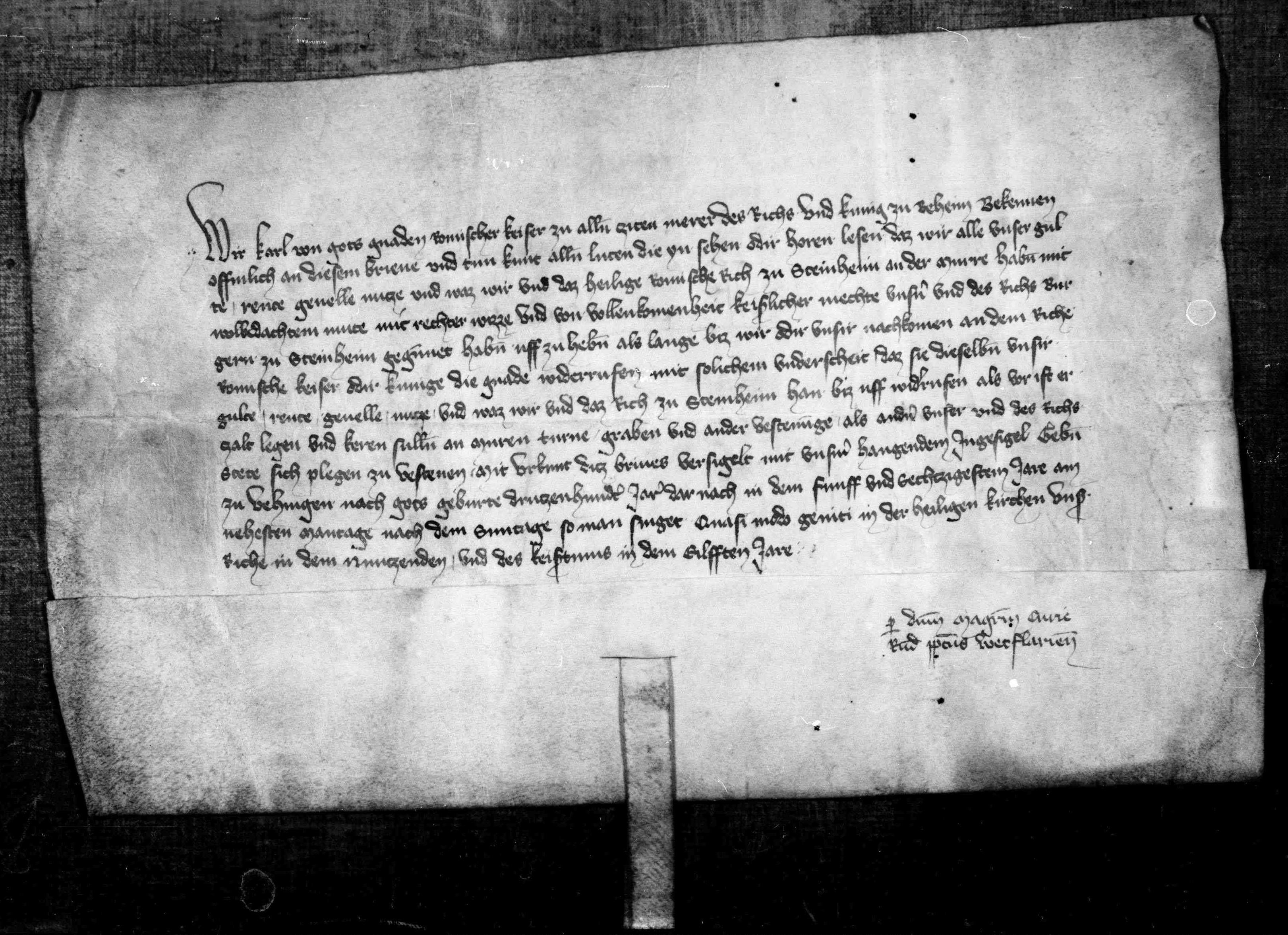
Kaiser Karl IV erlässt den Steinheimer Bürgern die Steuer, um mit diesem Geld Stadtmauern und Gräben erbauen zu können, 21. April 1365.

Das Kloster Mariental wurde während der Reformation zwischen 1550 und 1580 säkularisiert, nachdem sich die Nonnen unter ihrer Priorin Emerentia dem zunächst widersetzt hatten. Im Jahr 1643 brannten die Gebäude vollständig ab; Ausgrabungsfunde sind heute im Museum zur Kloster- und Stadtgeschichte zu besichtigen. Vor dem Übergang an Württemberg im Jahre 1564 wurde der Ort gelegentlich als Stadt bezeichnet, formell wurde das Stadtrecht jedoch erst 1955 verliehen.

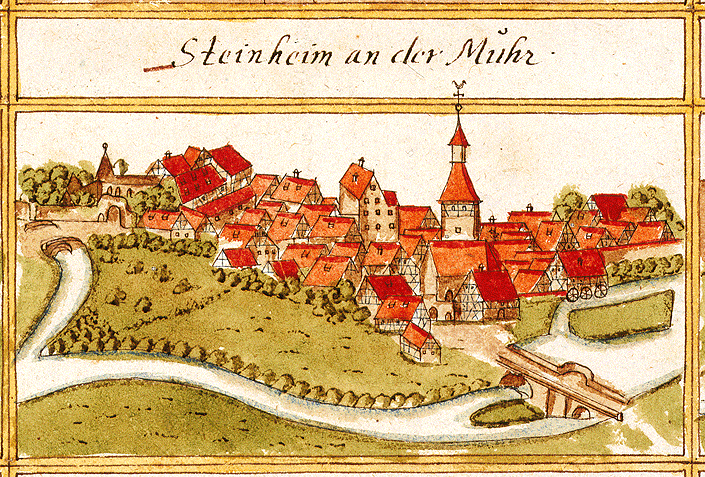
Steinheim an der Murr, Kieser Ortsansichten, 1686.

### 19. und 20. Jahrhundert
Durch die am 1. Januar 1818 in Kraft getretene Verwaltungsreform wurde das Königreich Württemberg in 64 Oberämter gegliedert. Steinheim wurde dem Oberamt Marbach zugeordnet.
Gegen Ende des 19. Jahrhunderts entwickelte sich Steinheim zu einem bedeutenden Standort der württembergischen Möbelindustrie, welche heute allerdings so gut wie keine Rolle mehr spielt. Steinheim gehörte zum Oberamt Marbach und kam nach dessen Auflösung 1938 zum Landkreis Ludwigsburg.
1933 wurde bei Steinheim der Schädel eines Frühmenschen, des sogenannten Homo steinheimensis, gefunden. Es ist bis heute der drittälteste Menschenfund in ganz Europa. Dem Homo steinheimensis ist das Urmensch-Museum in Steinheim gewidmet.

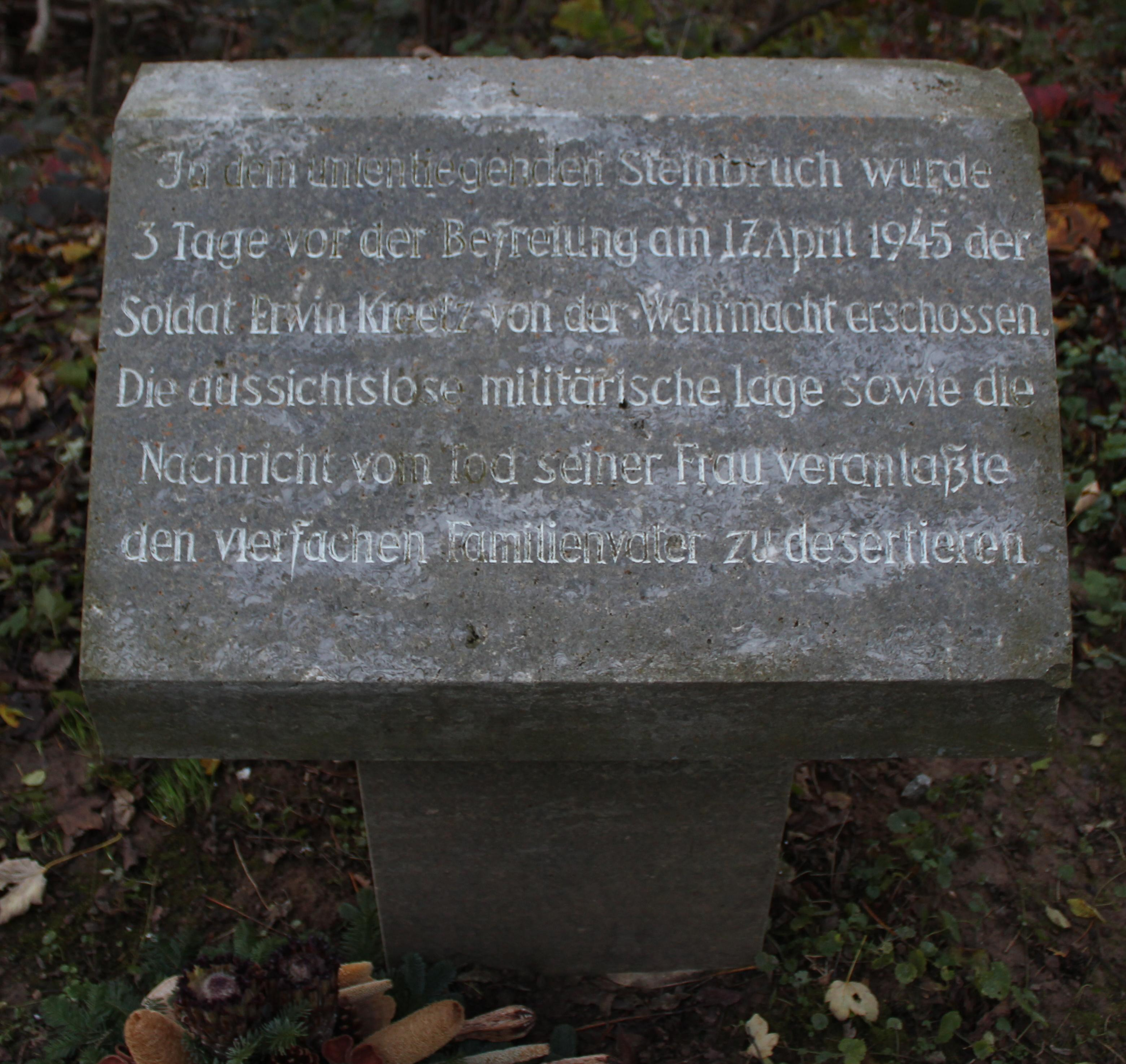
Gedenktafel Erwin Kreetz

Im Steinbruch an der Straße zwischen Steinheim und Kleinbottwar ereignete sich am 17. April 1945 eines der Kriegsende-Verbrechen. Der Wehrmachtssoldat Erwin Kreetz, der vom Tode seiner Frau erfahren hatte, entfernte sich von der Truppe, wurde ergriffen und auf Befehl des Generalmajors Kurt von Mühlen, Kommandeur der 559. Volksgrenadier-Division, in diesem Steinbruch erschossen. Daran erinnert seit 1989 ein Gedenkstein.
Nach dem Zweiten Weltkrieg wurde Steinheim Teil der Amerikanischen Besatzungszone und gehörte somit zum neu gegründeten Land Württemberg-Baden, das 1952 im jetzigen Bundesland Baden-Württemberg aufging.

### Einwohnerentwicklung

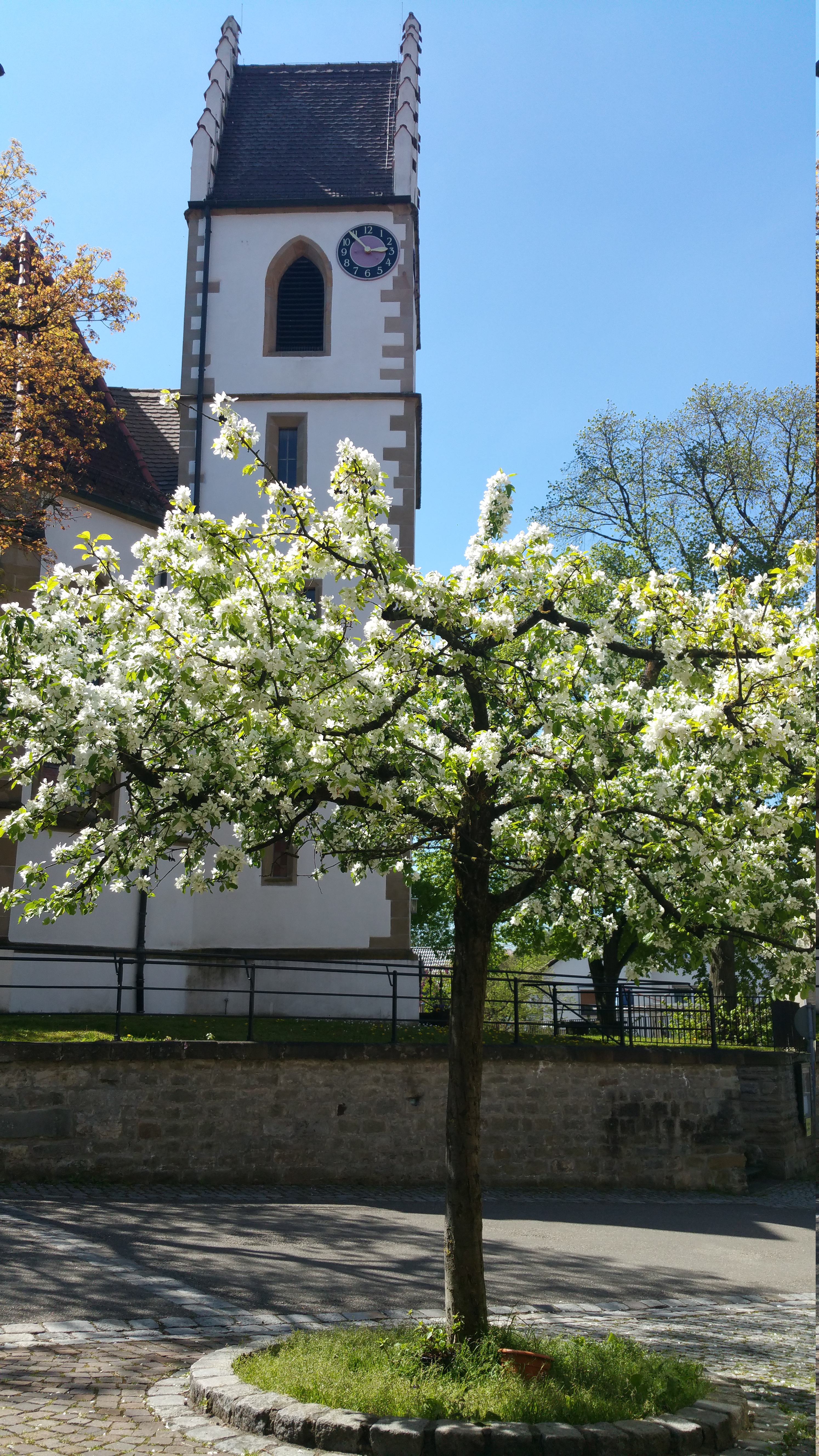
Georgskirche im Ortsteil Kleinbottwar

Einwohnerzahlen nach dem jeweiligen Gebietsstand. Die Zahlen sind Volkszählungsergebnisse (¹) oder amtliche Fortschreibungen des Statistischen Landesamtes Baden-Württemberg (nur Hauptwohnsitze).
| Jahr                | Einwohner |
| ------------------- | --------- |
| 1. Dezember 1871¹   | 2.614     |
| 1. Dezember 1880¹   | 2.822     |
| 1. Dezember 1890¹   | 2.945     |
| 1. Dezember 1900¹   | 2.866     |
| 1. Dezember 1910¹   | 2.836     |
| 16. Juni 1925¹      | 2.969     |
| 16. Juni 1933¹      | 3.100     |
| 17. Mai 1939¹       | 3.187     |
| 13. September 1950¹ | 4.215     |
| 6. Juni 1961¹       | 5.344     |

| Jahr              | Einwohner |
| ----------------- | --------- |
| 27. Mai 1970¹     | 7.071     |
| 31. Dezember 1980 | 8.537     |
| 25. Mai 1987¹     | 9.454     |
| 31. Dezember 1990 | 10.316    |
| 31. Dezember 1995 | 10.923    |
| 31. Dezember 2000 | 11.152    |
| 31. Dezember 2005 | 11.636    |
| 31. Dezember 2010 | 12.039    |
| 31. Dezember 2015 | 12.219    |
| 31. Dezember 2020 | 12.122    |

## Religion
Aufgrund der Zugehörigkeit zu Altwürttemberg ist Steinheim seit der Reformation vorwiegend evangelisch geprägt. In Steinheim an der Murr gibt es drei evangelisch-lutherische Pfarrämter, zuständig für Steinheim, Kleinbottwar und Höpfigheim. Die Gemeinden gehören zum Kirchenbezirk Marbach der Evangelischen Landeskirche. Außerdem gibt es eine evangelisch-methodistische Gemeinde. Durch Zuzug von Heimatvertriebenen und Migranten formierten sich nach dem Zweiten Weltkrieg auch katholische Gemeinden. 1954 wurde die katholische Heilig-Geist-Kirche errichtet. Die Heilig-Geist-Gemeinde und die Gemeinde San Giuseppe für die aus Italien stammenden Katholiken gehören zum Dekanat Ludwigsburg. Des Weiteren gibt es eine neuapostolische Gemeinde.

## Politik

### Gemeinderat

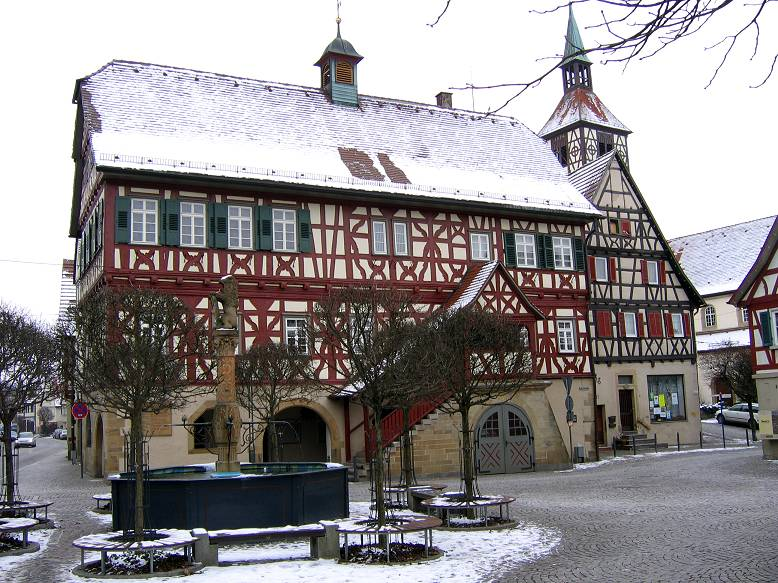
Marktbrunnen und Rathaus

In Steinheim an der Murr wird der Gemeinderat nach dem Verfahren der unechten Teilortswahl gewählt. Dabei kann sich die Zahl der Gemeinderäte durch Überhangmandate verändern. Der Gemeinderat in Steinheim besteht nach der letzten Wahl aus den 22 gewählten ehrenamtlichen Gemeinderäten und dem Bürgermeister als Vorsitzendem. Der Bürgermeister ist im Gemeinderat stimmberechtigt.
Die Kommunalwahl am 9. Juni 2024 führte zu folgendem Ergebnis.
| Parteien und Wählergemeinschaften | Parteien und Wählergemeinschaften           | % 2024  | Sitze 2024 | % 2019  | Sitze 2019 | Kommunalwahl 2024 %403020100 35,08 % (+2,49 %p)35,49 % (+5,89 %p)16,29 % (−4,23 %p)13,14 % (−4,15 %p) CDUFWGrüneSPD20192024 |
| CDU                               | Christlich Demokratische Union Deutschlands | 35,08   | 8          | 32,59   | 7          | Kommunalwahl 2024 %403020100 35,08 % (+2,49 %p)35,49 % (+5,89 %p)16,29 % (−4,23 %p)13,14 % (−4,15 %p) CDUFWGrüneSPD20192024 |
| FW                                | Freie Wähler Steinheim an der Murr e. V.    | 35,49   | 9          | 29,60   | 6          | Kommunalwahl 2024 %403020100 35,08 % (+2,49 %p)35,49 % (+5,89 %p)16,29 % (−4,23 %p)13,14 % (−4,15 %p) CDUFWGrüneSPD20192024 |
| GRÜNE                             | Bündnis 90/Die Grünen                       | 16,29   | 4          | 20,52   | 5          | Kommunalwahl 2024 %403020100 35,08 % (+2,49 %p)35,49 % (+5,89 %p)16,29 % (−4,23 %p)13,14 % (−4,15 %p) CDUFWGrüneSPD20192024 |
| SPD                               | Sozialdemokratische Partei Deutschlands     | 13,14   | 3          | 17,29   | 4          | Kommunalwahl 2024 %403020100 35,08 % (+2,49 %p)35,49 % (+5,89 %p)16,29 % (−4,23 %p)13,14 % (−4,15 %p) CDUFWGrüneSPD20192024 |
| Gesamt                            | Gesamt                                      | 100     | 24         | 100     | 22         | Kommunalwahl 2024 %403020100 35,08 % (+2,49 %p)35,49 % (+5,89 %p)16,29 % (−4,23 %p)13,14 % (−4,15 %p) CDUFWGrüneSPD20192024 |
| Wahlbeteiligung                   | Wahlbeteiligung                             | 67,39 % | 67,39 %    | 62,69 % | 62,69 %    | Kommunalwahl 2024 %403020100 35,08 % (+2,49 %p)35,49 % (+5,89 %p)16,29 % (−4,23 %p)13,14 % (−4,15 %p) CDUFWGrüneSPD20192024 |

### Bürgermeister
- 1962–1996: Alfred Ulrich
- 1996–2008: Joachim Scholz
- 2009–2017: Thomas Rosner
- seit 2. Februar 2017: Thomas Winterhalter

Bei der Bürgermeisterwahl am 14. Dezember 2008 setzte sich Thomas Rosner im zweiten Wahlgang mit 57,9 Prozent der abgegebenen gültigen Stimmen gegen drei Mitbewerber durch.
In der darauffolgenden Bürgermeisterwahl am 6. November 2016 setzte sich Thomas Winterhalter mit 75,2 Prozent im ersten Wahlgang gegen den damaligen Bürgermeister Thomas Rosner und zwei weitere Mitbewerber durch. Am 10. November 2024 wurde Winterhalter mit 87,6 Prozent der Stimmen für eine zweite Amtszeit wiedergewählt.

### Wappen und Flagge

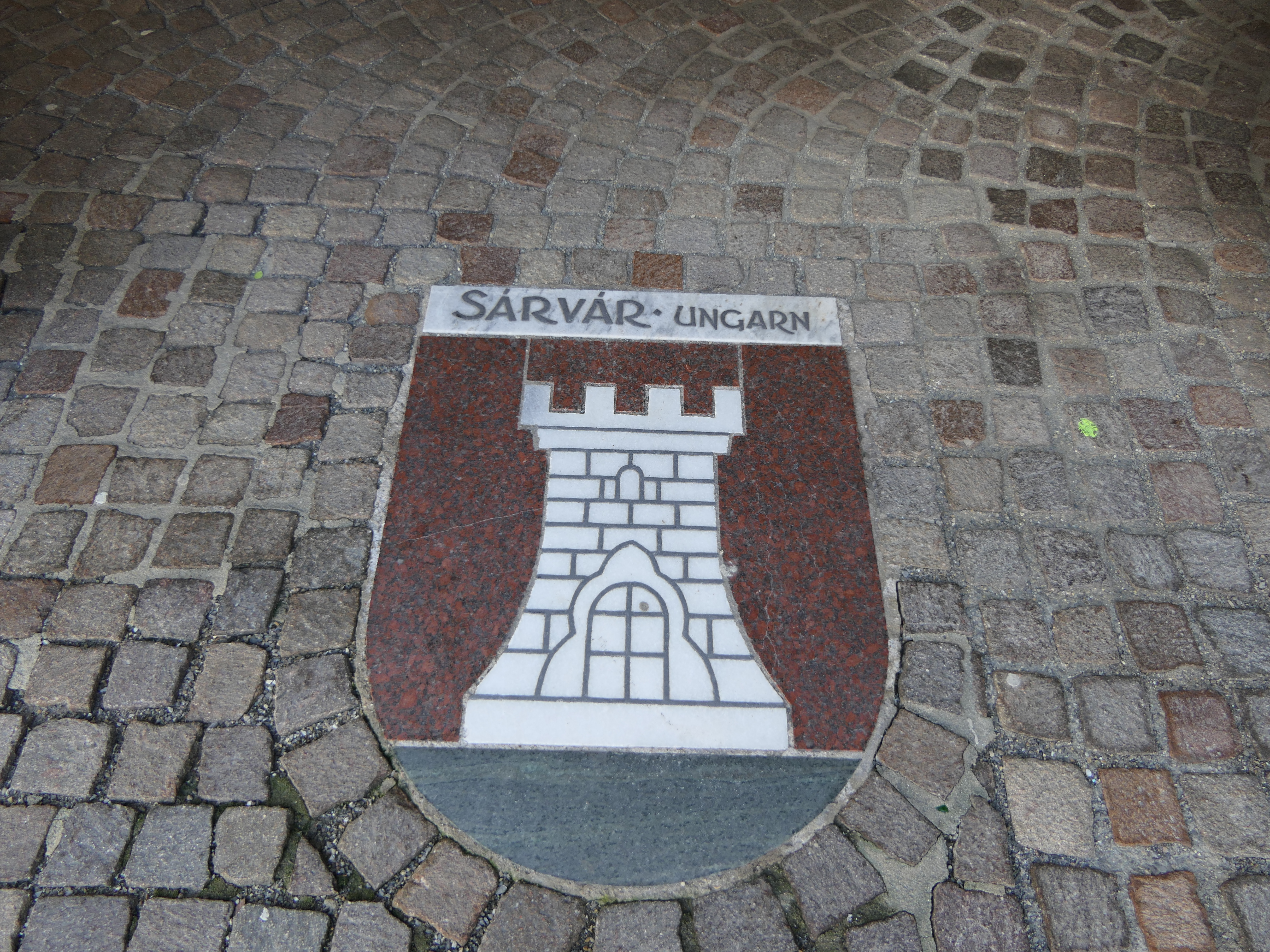
Bodentafel der Partnerstadt am Rathaus

Die Blasonierung des Stadtwappens lautet: „In Rot unter dem reichsapfelähnlichen goldenen Fleckenzeichen sechs aufeinandergeschichtete Silberne Steine (1:2:3).“
Das Wappen wurde bereits vor 1558 im Gemeindesiegel geführt. Erste Überlieferungen des reichsapfelähnlichen Fleckenzeichens stammen von 1422. Die Stadtflagge ist rot-gelb-weiß und in dieser Farbfolge seit 1863 belegt.

### Städtepartnerschaft
Mit Sárvár in Ungarn besteht seit Mai 1990 eine Städtepartnerschaft.

## Wirtschaft und Infrastruktur
Steinheim ist ein Weinbauort, dessen Lagen zu den Großlagen Wunnenstein und Schalkstein im Bereich Württembergisch Unterland des Weinbaugebietes Württemberg gehören.

### Verkehr

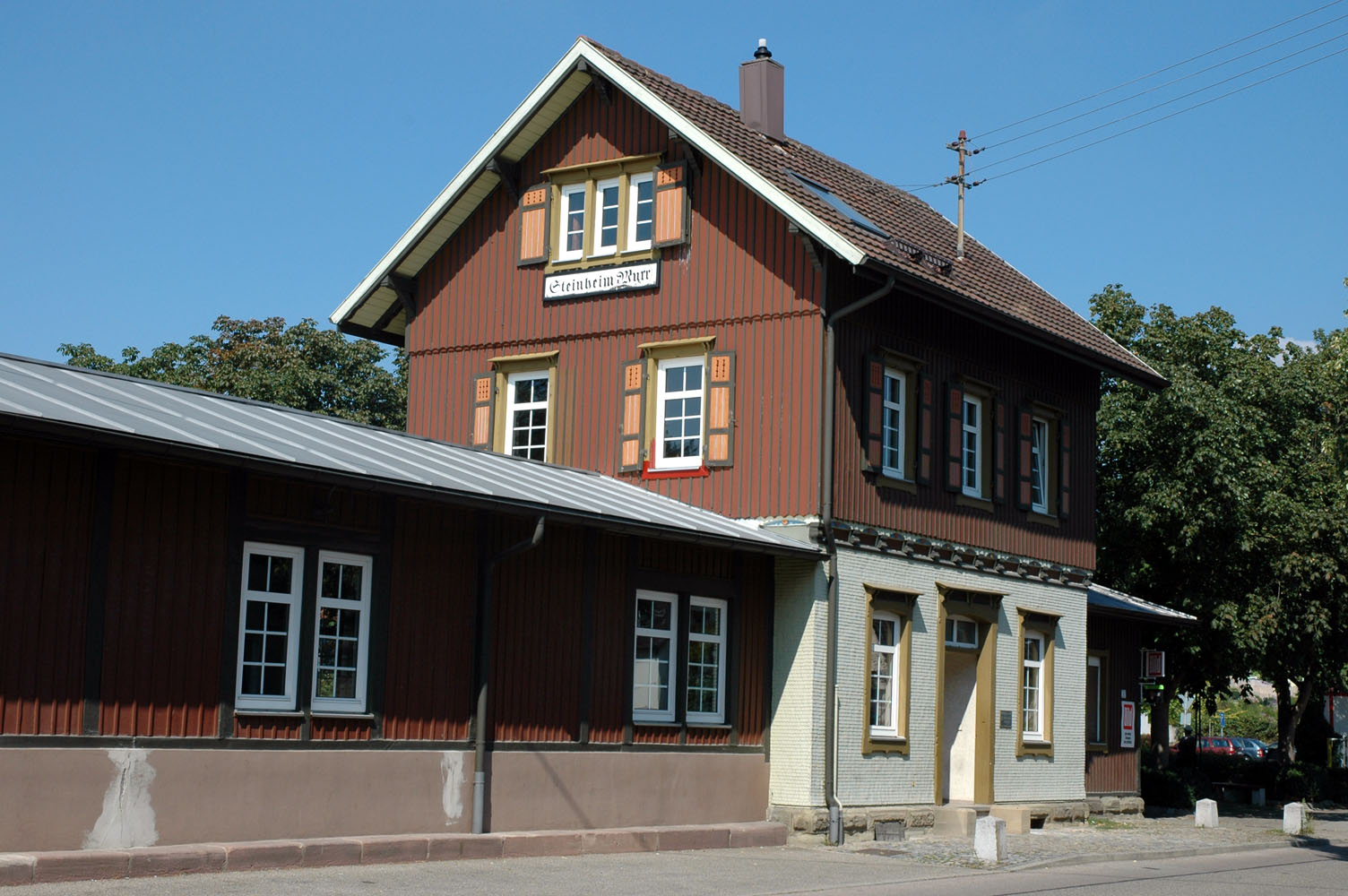
Ehemaliger Bahnhof in Steinheim an der Murr

Kleinbottwar und Steinheim lagen an der Bottwarbahn, einer Schmalspurstrecke von Marbach am Neckar nach Beilstein, die 1894 eingeweiht wurde. Die Königlich Württembergischen Staats-Eisenbahnen erbauten die Bahnhofsgebäude als Einheitsbahnhöfe vom Typ I bzw. IIa. Später wurde die Strecke bis nach Heilbronn-Süd erweitert.
1966 wurde der Personenverkehr jedoch eingestellt, der Güterverkehr wurde nach Umspurung zwischen Marbach und Steinheim bis 1989 weitergeführt. Bis 2016 erinnerte in Steinheim am alten Bahnhof die Lokomotive 99 651 (im Volksmund „Entenmörder“ genannt) an die Zeit der Schmalspurbahn. Aufgrund der anstehenden hohen Restaurationskosten wurde jedoch im Rahmen einer Gemeinderatssitzung vom 16. Februar 2016 beschlossen, die Lokomotive an den Museumsverein Öchsle Schmalspurbahn e. V. in Ochsenhausen zu verleihen.
Seit Einstellung des Eisenbahnverkehrs besteht die ÖPNV-Anbindung Steinheims nur noch aus Buslinien. Die Linie 460 (Marbach–Beilstein) der Regional Bus Stuttgart verkehrt im Halbstundentakt. Zur Hauptverkehrszeit verkehrt zusätzlich die Linie 461, die über das Neubaugebiet Horrenwinkel fährt.
Südlich der Ortsmitte führt als Landes-Radfernweg der Stromberg-Murrtal-Radweg durch Steinheim. Er führt von Karlsruhe nach Gaildorf und verbindet damit den Rheinradweg mit dem Kocher-Jagst-Radweg. Er verläuft ab Marbach über Backnang bis Murrhardt im Murrtal. Zum Teil auf der Trasse der ehemaligen Bahnstrecke im Bottwartal verläuft der Württemberger Weinradweg durch die Stadt. Er führt von Rottenburg am Neckar nach Niederstetten und dabei von Marbach über Murr nach Steinheim und weiter über Großbottwar nach Oberstenfeld.

### Öffentliche Einrichtungen
Es gibt ein Alten- und Pflegeheim der kreiseigenen Kleeblatt Pflegeheime.

## Kultur und Sehenswürdigkeiten
- Urmensch-Museum

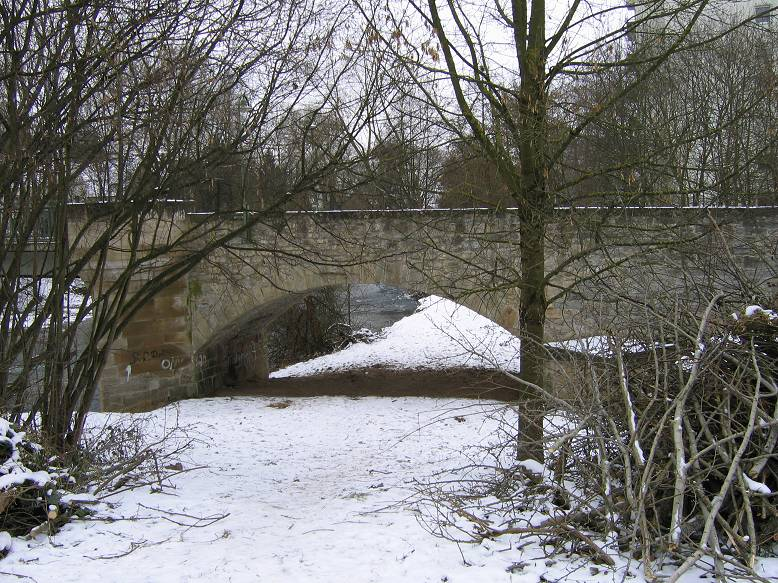
Alte Murrbrücke

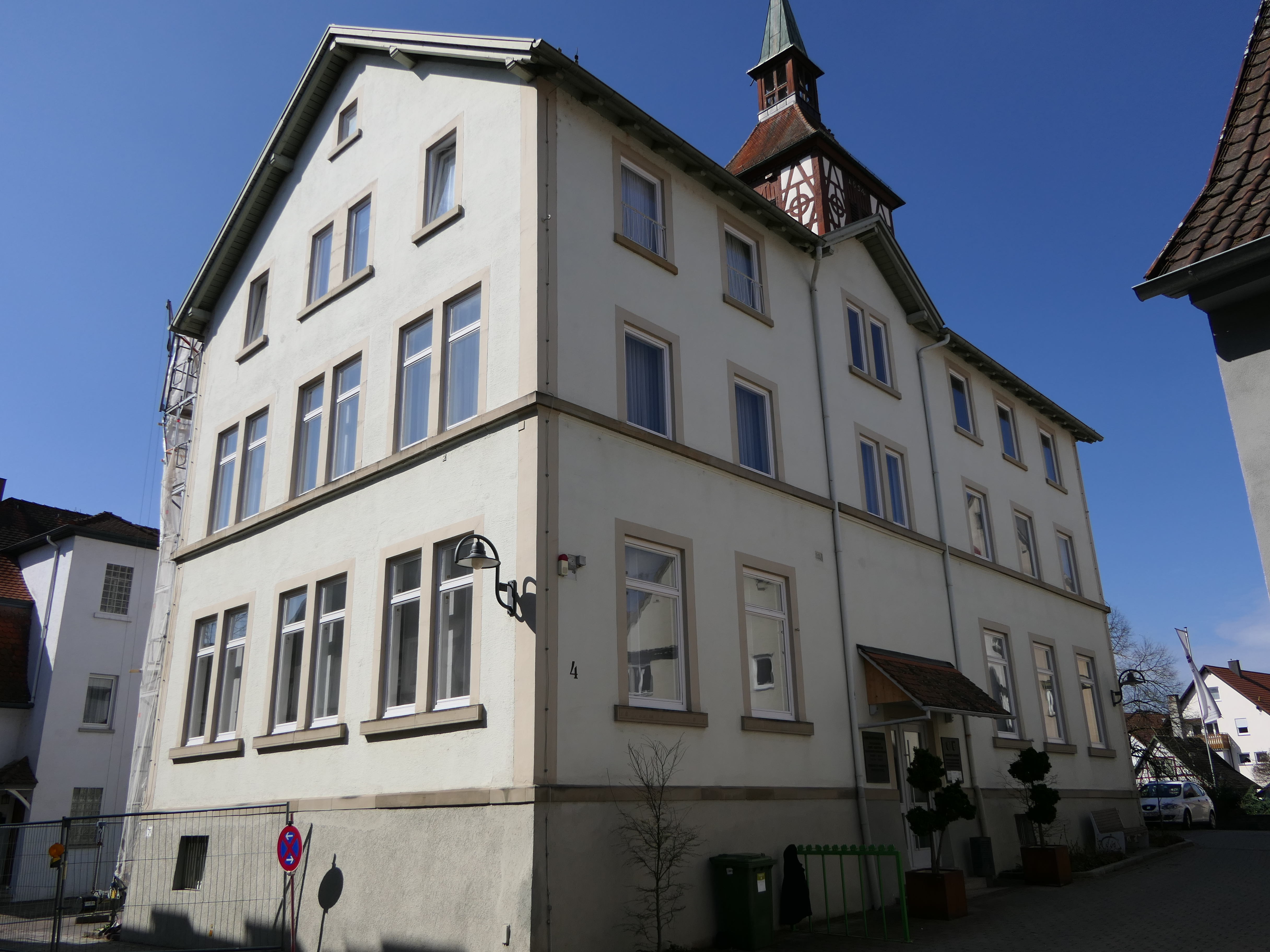
Urmensch-Museum im Hans-Trautwein-Haus

- Museum zur Kloster- und Stadtgeschichte
- Fachwerk-Rathaus von 1686
- Burg Schaubeck Die aus dem 13. Jahrhundert stammende Burg Schaubeck liegt zwischen dem Ortsteil Kleinbottwar und Steinheim. Die Burg ist im Privatbesitz der Familie Graf Adelmann und gleichzeitig Sitz des Weinguts Graf Adelmann. Alle zwei Jahre finden auf der Burg die überregional bekannten „Wein und Kulturtage“ statt.
- Wasserrad von 1896
- Steppenelefant Steppi[31]: Die fast fünf Meter hohe, stählerne Nachbildung des am 6. August 1910 in der Grube Sammet[32] beim Sandabbau gefundenen Mammutskeletts wurde im August 2010, genau 100 Jahre nach der Entdeckung des Originals, der Öffentlichkeit übergeben.
- St.-Georgs-Kirche im Ortsteil Kleinbottwar: Die aus dem Ende des 15. Jahrhunderts stammende, im spätgotischen Stil erbaute evangelische Kirche besitzt für diese Gegend untypische Staffelgiebel. Im Jahr 1838 wurden acht wertvolle Glasgemälde stark unter Wert verkauft, von denen fünf erst gegen Ende des 20. Jahrhunderts wiedergefunden wurden. Entsprechende Kopien wurden 1992/93 erstellt und befinden sich seit dieser Zeit wieder in der Kirche. Des Weiteren befindet sich in der Kirche das aus der Stifterzeit (1500) stammende Taufbecken.[33]
- Im Rahmen der Flurbereinigung wurde 1975 ein Lapidarium mit einigen römischen Weihesteinen (2. Jahrhundert) und mehreren alten Grenzsteinen angelegt, von denen der älteste aus 1422 stammt. Das Lapidarium befindet sich an der Alten Kleinbottwarer Straße, zwischen Steinheim und der Burg Schaubeck.
- Burgberg Aussichtspunkt mit Grillstelle
- Ehemalige Klosterkelter von 1489
- Mühle aus dem 13. Jahrhundert
- Marktbrunnen von 1687
- Schlössle von 1624
- St. Martinskirche, 1235 erstmals urkundlich erwähnt
- Ehemaliges Rathaus von 1594.

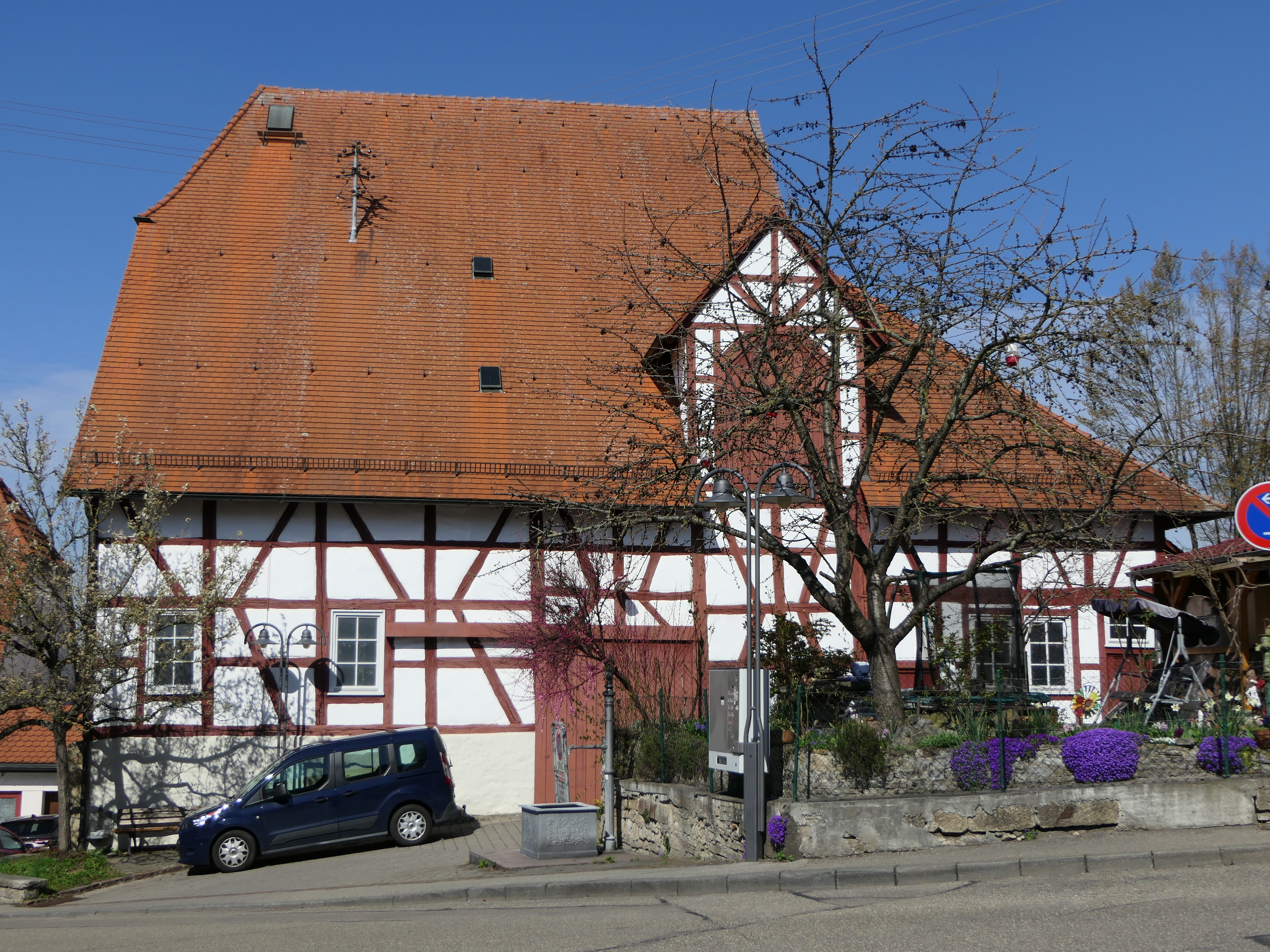
Ehemalige Klosterkelter
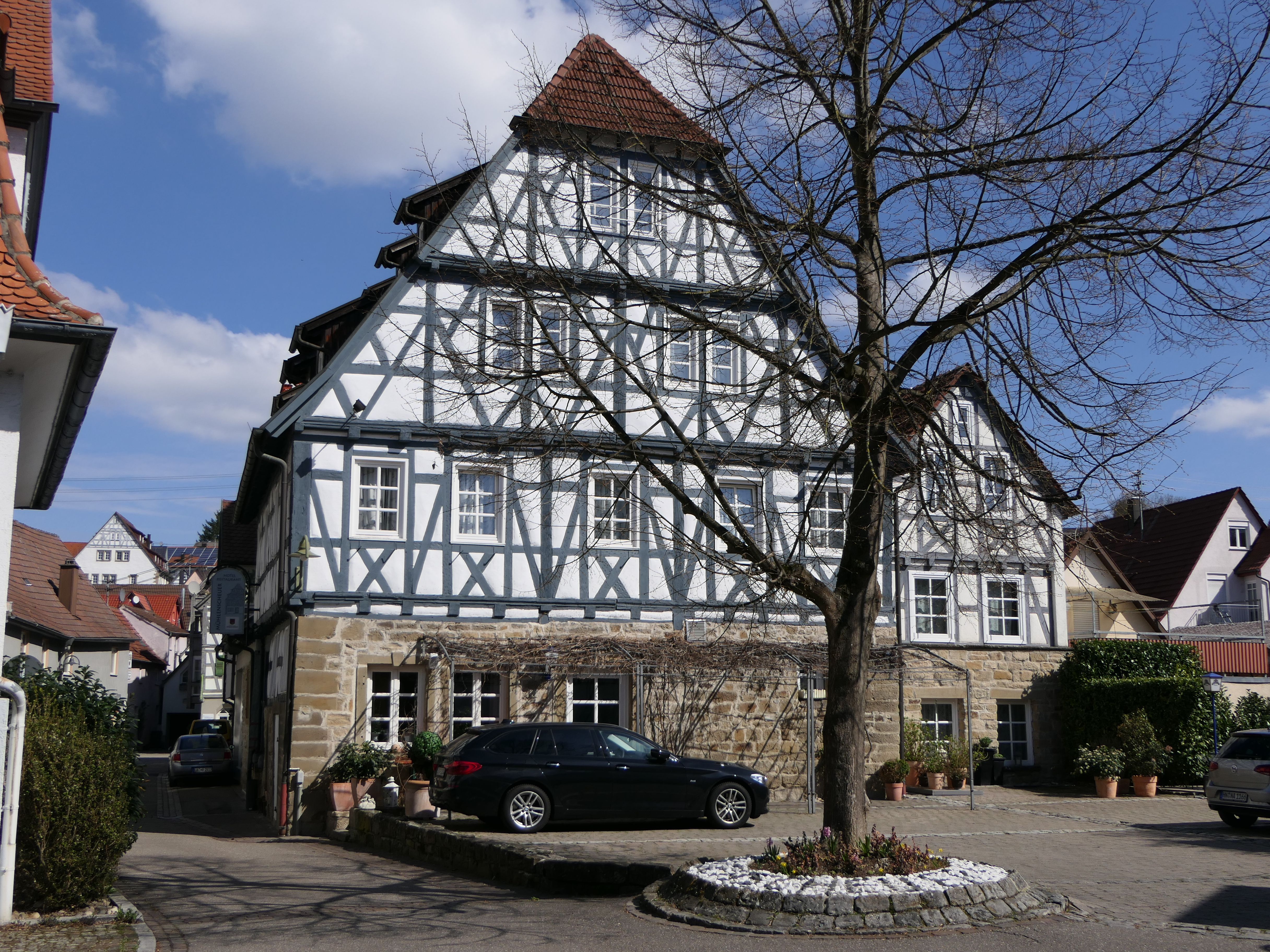
Mühle
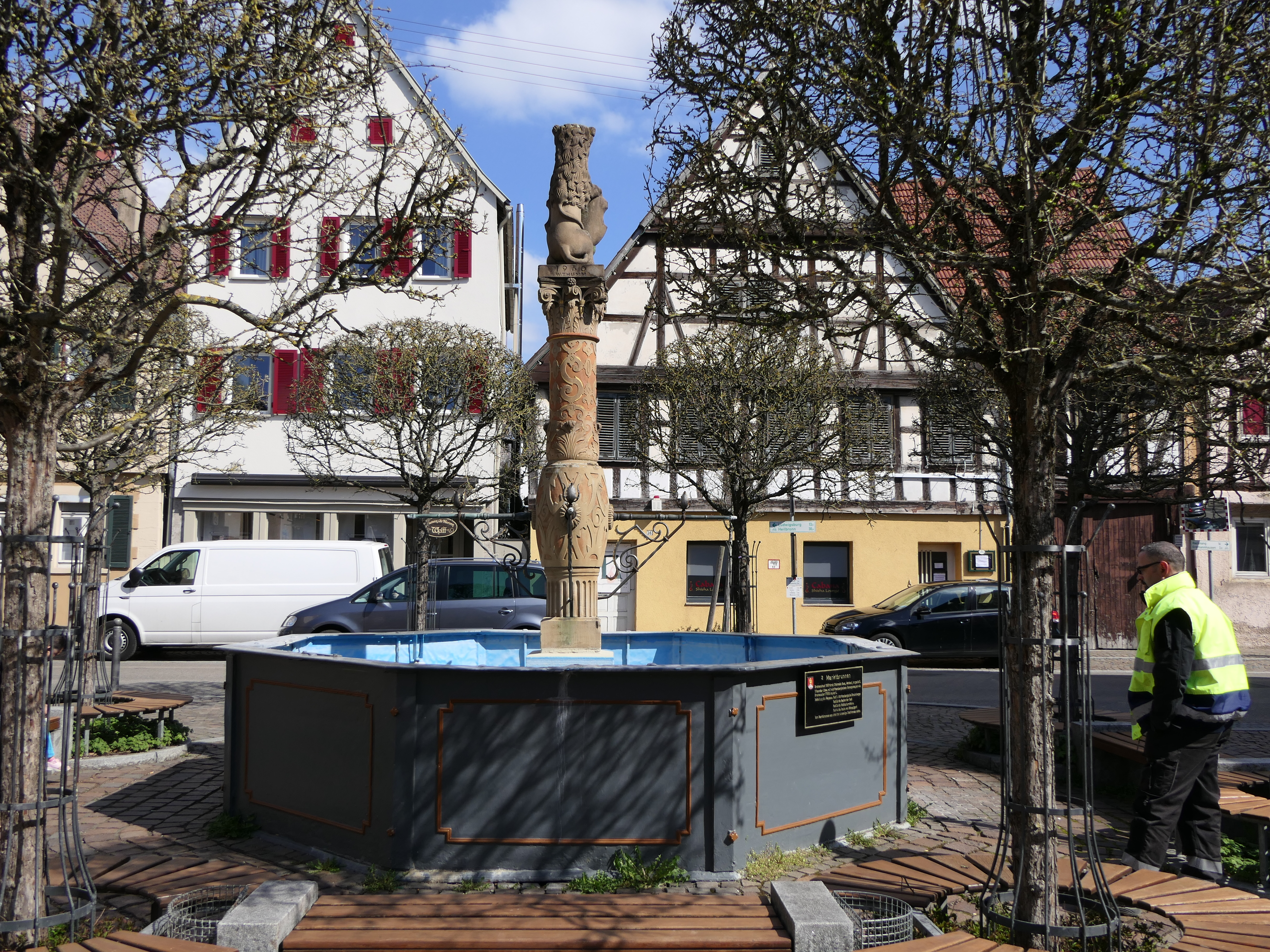
Marktbrunnen
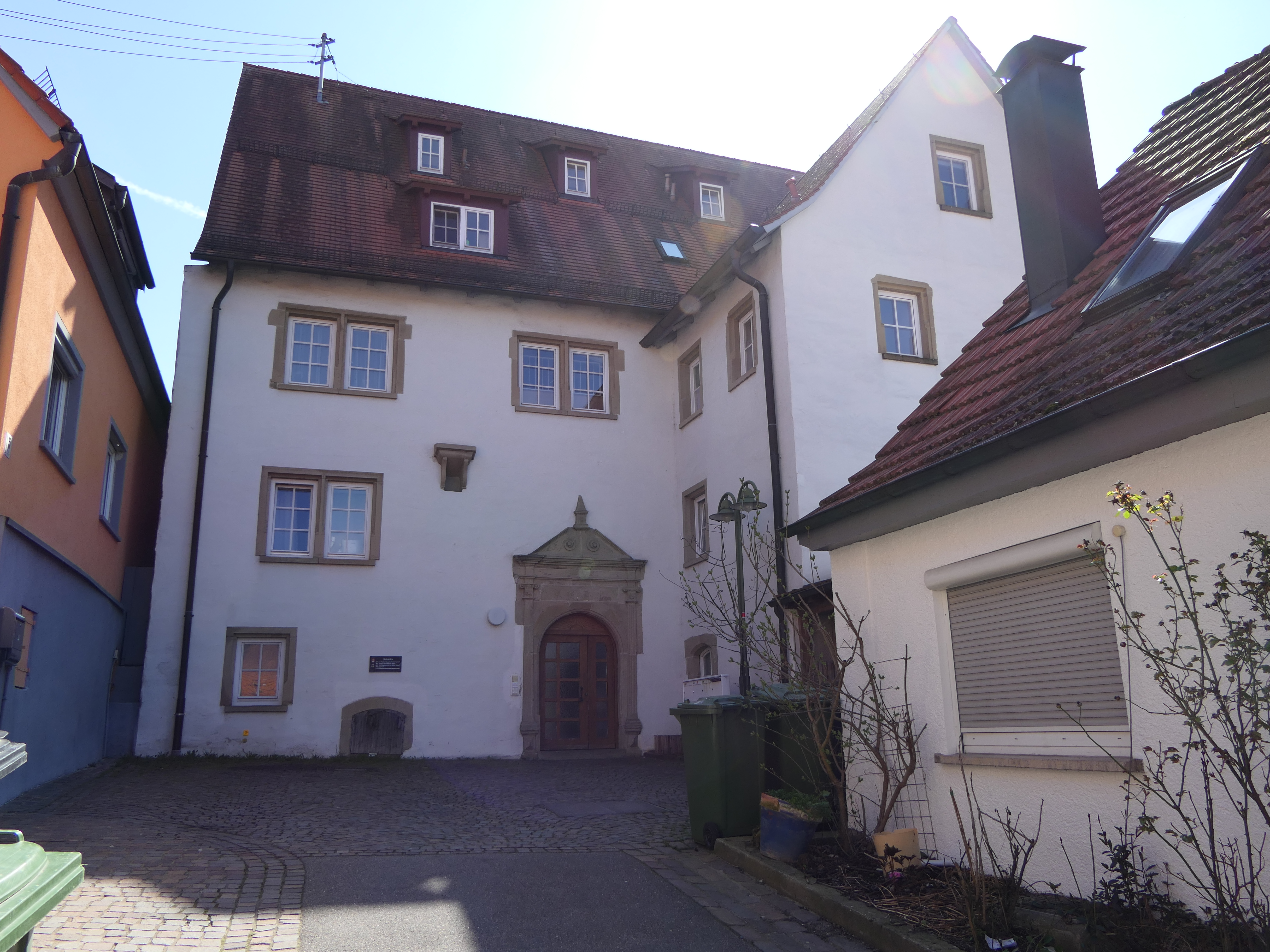
Schlößle
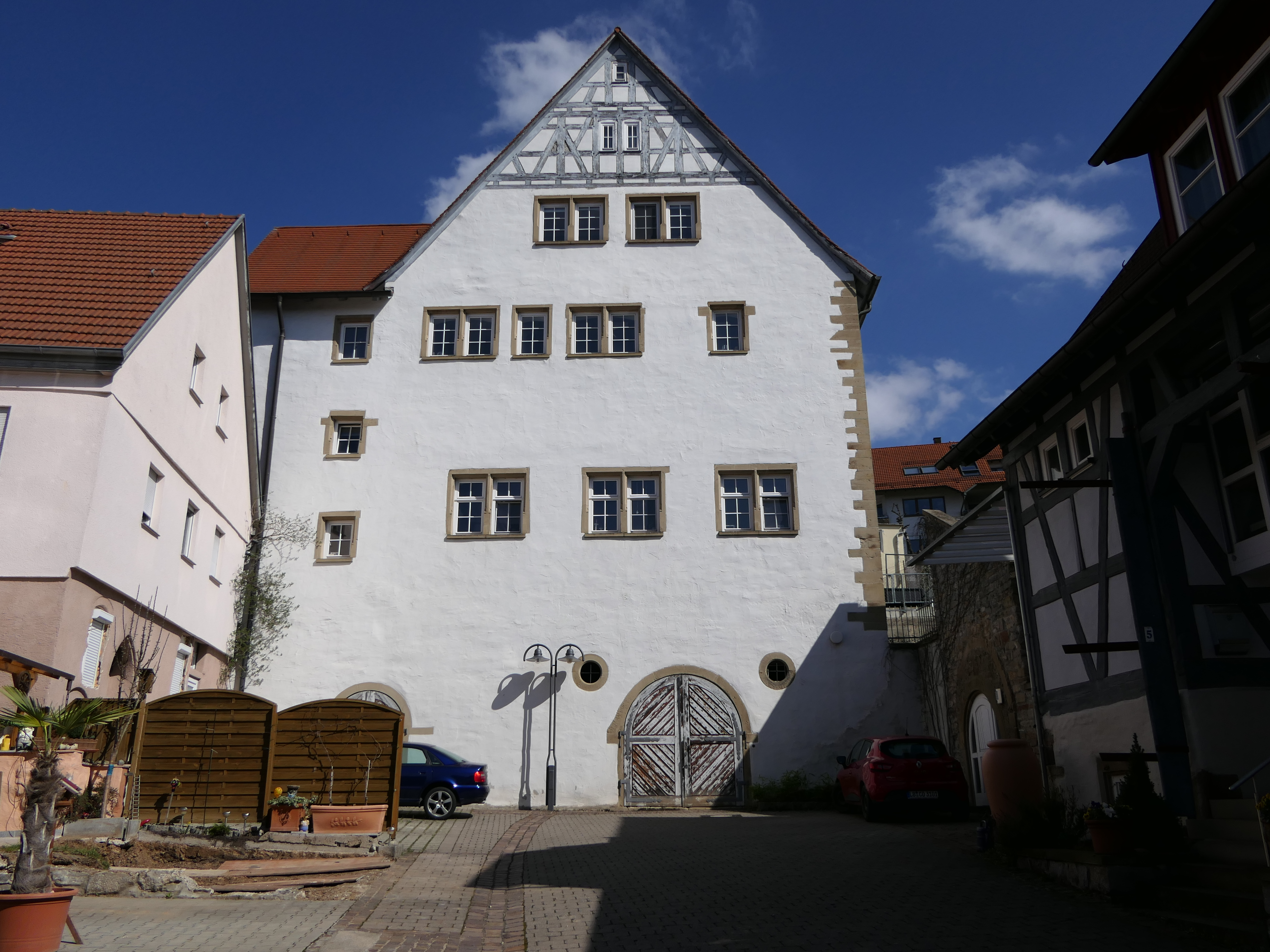
Schlößle Südansicht
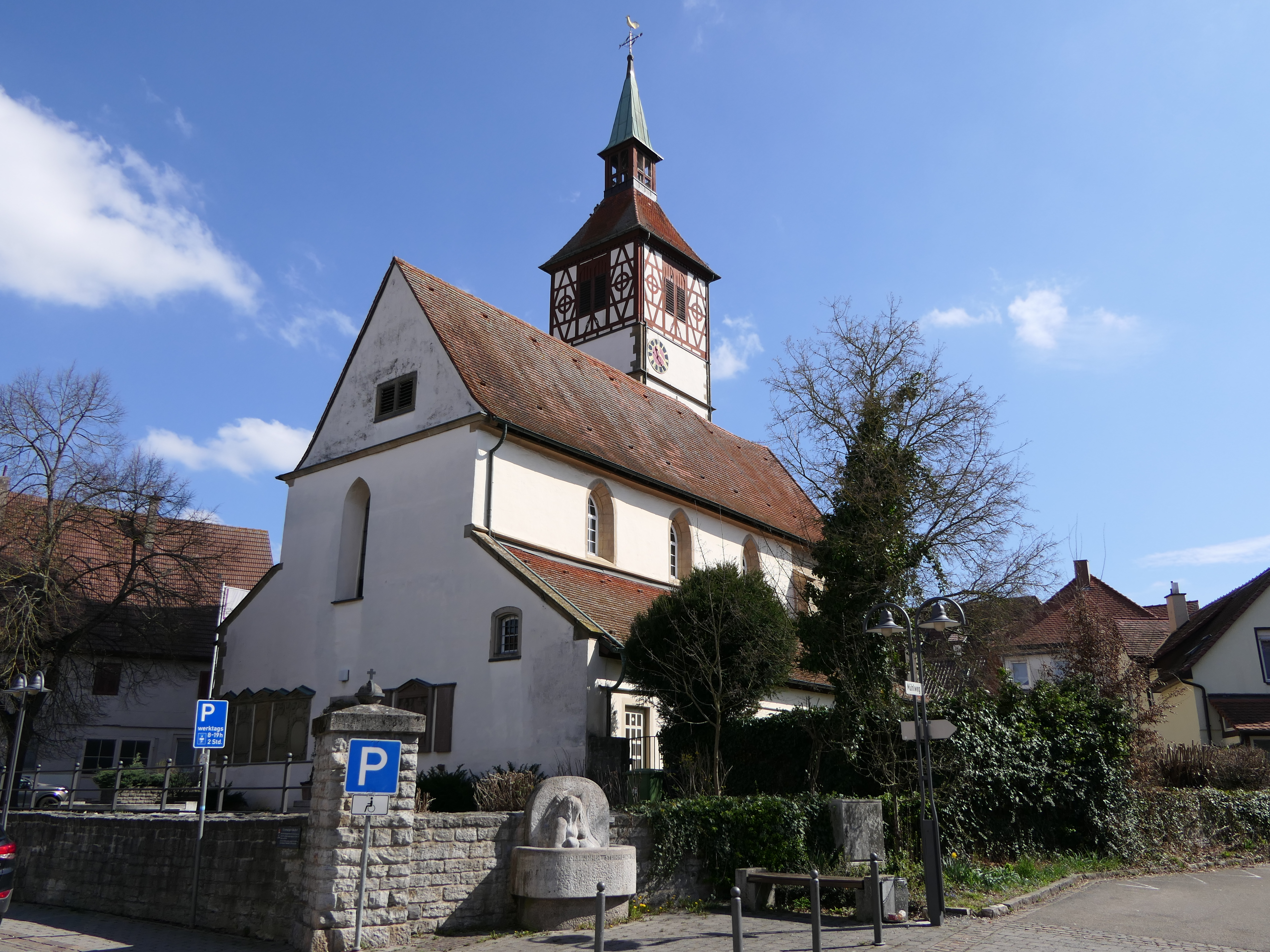
St. Martinskirche
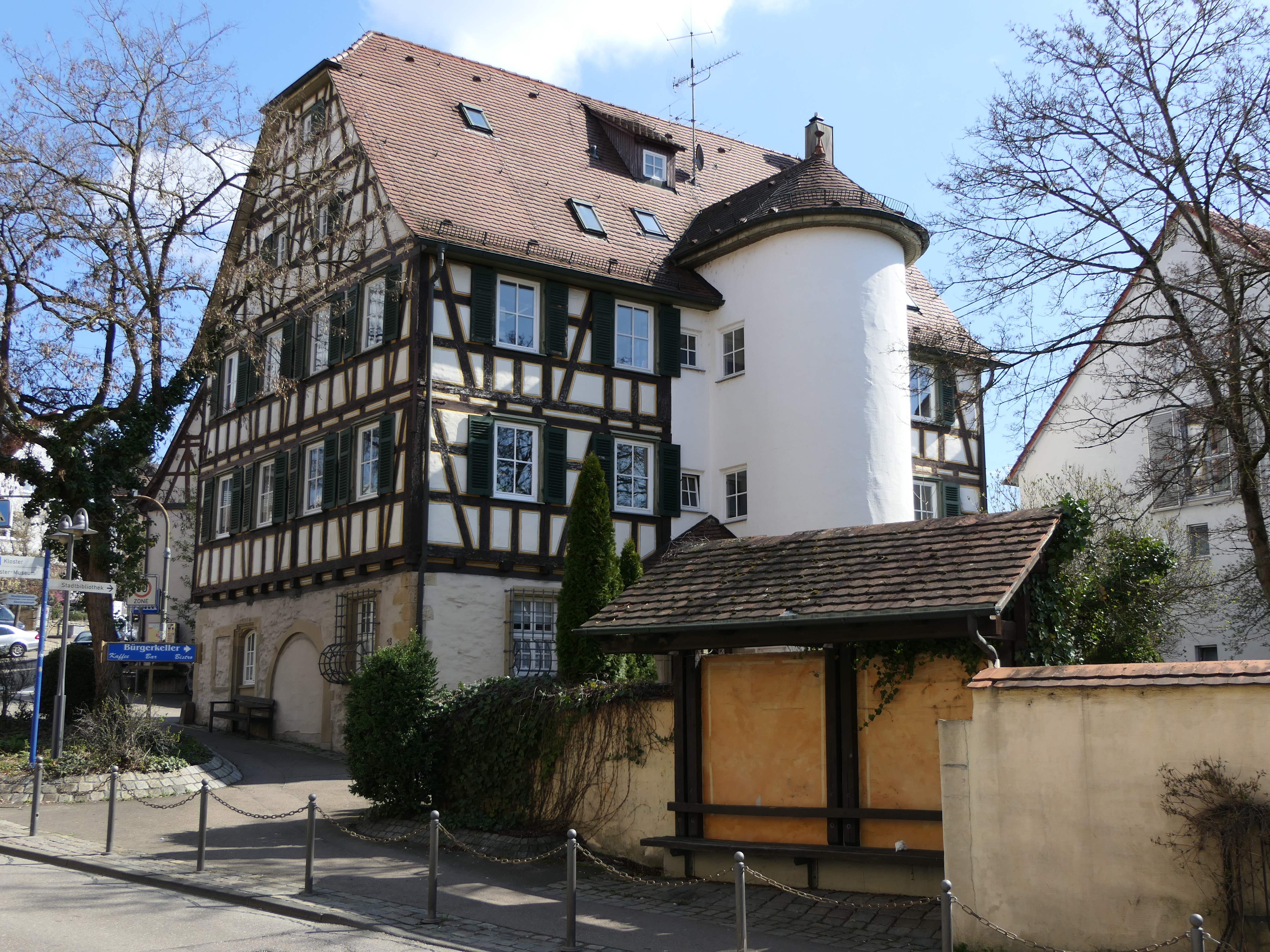
Ehemaliges Rathaus
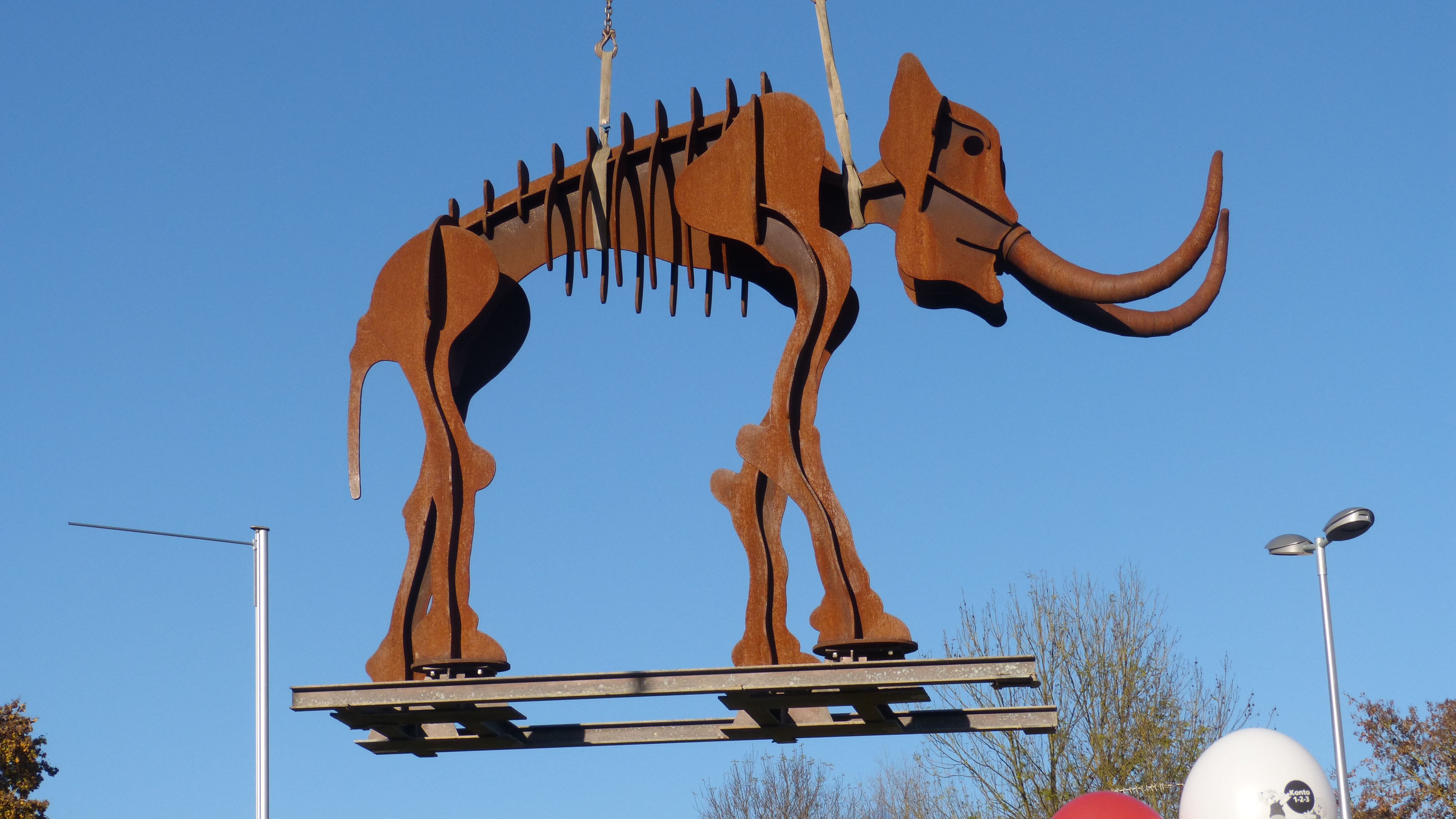
Steinheimer Steppenelefant bei der Umsetzung in den Kreisel

## Sport
- TSG Steinheim: Der Turn-, Sport- und Gesangsverein Steinheim e. V. 1892 besitzt sieben Abteilungen und bietet Tischtennis, Fußball, Volleyball, Turnen und Leichtathletik, Schach und Gesang.
- FC Steinheim: Ein reiner Fußballclub ohne weitere Abteilungen.
- TC Steinheim: Ein reiner Tennisclub ohne weitere Abteilungen
- Bottwartal-Marathon: Seit 2003 findet der Bottwartal-Marathon jährlich statt, dessen Zieleinlauf sich in Steinheim befindet.
- Mineralwellenfreibad Wellarium

## Söhne und Töchter der Gemeinde
- Elisabeth von Steinheim, verheiratete Elisabeth von Blankenstein († vor 1275), Gattin von Ritter Berthold von Blankenstein († vor 25. April 1269).[34] Die Ehe wurde seitens des Papstes Innozenz IV. am 21. April 1251 genehmigt.[35] Das Ehepaar ist Stifter des Klosters Mariental in Steinheim.
- Jacob Lemp (* zwischen 1460 und 1470–1532), Theologe und Jurist, Professor und Rektor der Eberhard Karls Universität Tübingen
- Johann Jacob Reinhardt (um 1556–1609), Jurist, Professor an der Eberhard Karls Universität Tübingen
- Dr. med. Gottlieb Wilhelm Hoffacker (1787–1844), Sohn von Johann Ferdinand Siegmund Hofacker und Maria Elisabeth Osiander, praktischer Wundarzt in Heidelberg.[36] Hatte mit 24 Jahren wohl bereits über 20.000 Duelle (Schussduelle nicht mitgerechnet) zwischen Heidelberger Studenten begleitet und über die daraus resultierenden Behandlungen der Verletzungen Fachbücher verfasst. Das brachte ihm den landläufigen Titel "Heidelbergs berühmtester Paukdoctor" ein.[37]
- Ludwig von Pfeiffer (1790–1854), württembergischer Oberamtmann
- Philipp Christoph Zeller (1808–1883), Entomologe (Insektenkundler)
- Eduard Zeller (1814–1908), geboren in Kleinbottwar, Theologe und Philosoph
- Erwin Scheu (1886–1981), Geograph
- Tayfun Tok (* 1986), deutscher Politiker und Abgeordneter im Landtag von Baden-Württemberg